# 道の駅おおさき
道の駅おおさき（みちのえき おおさき）は、宮城県大崎市古川千手寺町にある国道108号の道の駅である。

## 施設
- 駐車場 101台
  - 普通車 94台
  - 大型車 5台
  - 身障者用 2台
- トイレ 25器
- 公衆電話
- 情報提供施設・休憩コーナー
- 産直店舗（9:30 - 18:30）
- コミュニティカフェ
- 防災･イベント広場
- かまどベンチ
- キッズプレイ広場
- 遊具
- 緑地帯
- EV充電器

## アクセス
- 国道108号 - 登録路線

## 周辺
- 大崎市役所